# Ricardo Cravo Albin
Ricardo Cravo Albin OMC (Salvador, 20 de dezembro de 1940) é um advogado, jornalista, historiador, crítico, radialista e musicólogo brasileiro, sendo considerado um dos maiores pesquisadores da Música Popular Brasileira.
Sua maior obra é o Dicionário Cravo Albin da Música Popular Brasileira, com cerca de sete mil verbetes e referência na área musical.

## Biografia
Formou-se em Direito, Ciências e Letras pela Faculdade de Direito da Universidade do Brasil em 1963, no ano seguinte formou-se em Direito Comparado pela Universidade de Nova Iorque, bem como tendo estudado línguas em instituições privadas e entre 1961-1962 o curso do Centro de Preparação de Oficiais da Reserva.
Cravo Albin fundou e dirigiu o Museu da Imagem e do Som (MIS) do Rio de Janeiro entre 1965 e 1971, além de outros análogos em várias cidades brasileiras; Albin foi ainda diretor geral da Embrafilme e presidente do Instituto Nacional de Cinema (INC). É também autor, desde 1973, de aproximadamente 2500 programas radiofônicos para a Rádio MEC.
Em 29 de março de 1968, após três meses daquele ano promovendo a gravação de depoimentos de personalidades da música popular brasileira, em especial representantes dos ranchos e escolas de samba, promoveu o hoje célebre depoimento secreto de João Cândido Felisberto, o líder da Revolta da Chibata, no estúdio do Museu da Imagem e do Som do Rio de Janeiro, tendo como parceiro na entrevista o historiador Hélio Silva.

### Regime Militar
Durante o regime militar Ricardo Cravo Albin trabalhou para o Conselho Superior de Censura, onde em seu livro de memórias se expôs como "opositor inarredável" da censura, ao lado dos outros conselheiros progressistas contra as decisões tidas como estúpidas, tomadas pelos funcionários da DCDP (Divisão de Censura de Diversões Públicas).
Ainda em seu livro, ele referiu aos pareceres dos censores como "indigentes" e "amontoado de asneiras e preconceitos". Porém, dentre os vários artistas, propostos por Ricardo Cravo Albin para censura através da DCDP, encontramos Raul Seixas com exemplo da proibição de difusão do Rock das 'Aranha' em emissoras de rádio e TV em veto oficializado.

### Conquista
Uma das grandes conquistas é o Instituto Cultural Cravo Albin, uma sociedade civil, sem fins lucrativos, com sede na cidade do Rio de Janeiro, fundada em janeiro de 2001 com a finalidade de promover e incentivar atividades de caráter cultural no campo da pesquisa, reflexão e promoção das fontes que alimentam a cultura e, em especial, a música brasileira, visando a divulgação, defesa e conservação do nosso patrimônio histórico e artístico.